# Полиформальдегид

Полиформальдегид

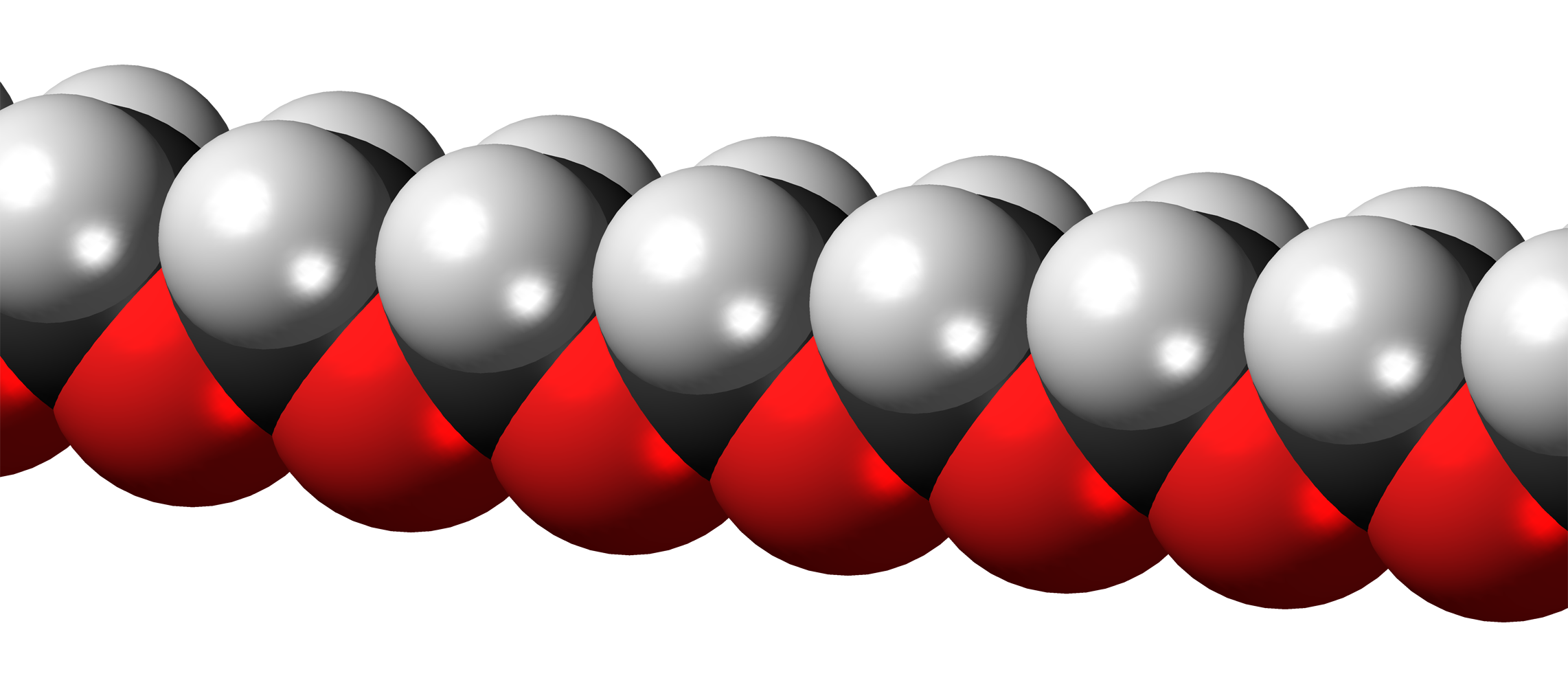
Модель полиформальдегида
Черный — углерод
Белый — водород
Красный — кислород

Полиформальдеги́д (POM, полиоксиметиле́н, полиацеталь, полиформальдегид англ. Polyoxymethylene (−CH2−О−)n — технический термопласт, продукт полимеризации формальдегида с молекулярной массой 40—120 кДа. Белый кристаллический порошок с температурой плавления около 180 °C. Используется в деталях, требующих высокой жёсткости, низкого трения и превосходной стабильности размеров. Стоек к ударным нагрузкам, органическим растворителям и маслам, хорошо поддаётся обработке. Производится различными компаниями с немного разными формулами и продаётся под торговыми марками INKUPOM C, Delrin, Celcon, Ramtal, Duracon, Kepital и Hostaform. Плёнки из полиформальдегида очень прочны. Полиформальдегид подвержен гидролизу кислотами и окислению, например, в присутствии хлора. Полиформальдегид в заготовках для дальнейшей механической обработки (листы, стержни, втулки) выпускается с различными наполнителями (стекловолокно, смазка, эластомер, дисульфид молибдена) повышающими эксплуатационные свойства полимера. POM является внутренне непрозрачно белым из-за высокой кристалличности. POM имеет плотность 1,410—1,420 г/см3.
Одной из разновидностей POM является параформальдегид (PFA), содержащий на концах своей молекулы помимо ацетальной группы −H и −OH.

## Разработка
Полиформальдегид был обнаружен Германом Стаудингером, немецким химиком, получившим Нобелевскую премию по химии 1953 года. Он изучил полимеризацию и структуру POM в 1920-х годах при исследовании макромолекул, которые он характеризовал как полимеры. Из-за проблем с термической стабильностью POM не был коммерциализирован в то время.

## Производство

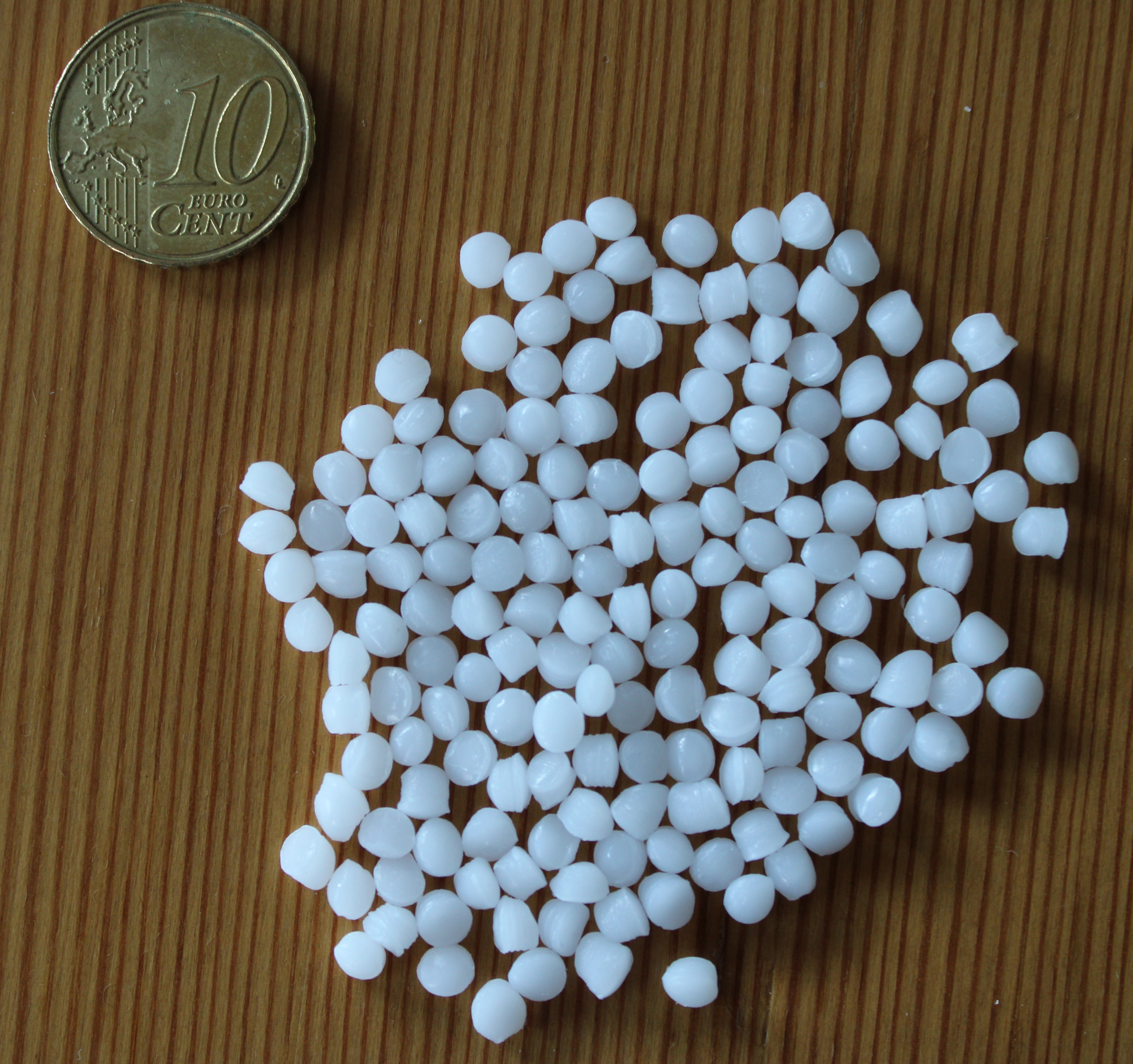
POM-гранулы

Для получения гомополимерных и сополимерных модификаций POM, используются следующие технологии.

### Гомополимер
Основным алгоритмом является реакция водного формальдегида со спиртом, дегидрирование водно-полуацетальной смеси, высвобождение формальдегида нагревом. Затем формальдегид полимеризуют анионным катализом, полученный полимер стабилизируют реакцией с уксусным ангидридом.

### Сополимер
В отличие от гомополимера, 1,5 % групп −CH2O− замещены группами −CH2CH2O−.
Для получения полиформальдегидного сополимера формальдегид обычно превращают в триоксан (в частности, 1,3,5-триоксан, также известный как триоксин). Это осуществляется кислотным катализом (либо серной кислотой, либо кислотными ионообменными смолами) с последующей очисткой триоксана дистилляцией для удаления воды и других примесей, содержащих активный водород.
Сомономер диоксолан образуется путём реакции этиленгликоля с водным формальдегидом над кислотным катализатором.
Триоксан и диоксолан полимеризуются с использованием кислотного катализатора. После полимеризации кислотный катализатор должен быть дезактивирован, а полимер стабилизирован путём гидролиза расплава для удаления нестабильных концевых групп.
Стабильный полимер смешивают в расплаве, добавляя термические и окислительные стабилизаторы, а также смазочные материалы и различные наполнители.

### Изготовление
POM поставляется в гранулированной форме и может быть сформирован в желаемую форму c применением тепла и давления. Двумя наиболее распространенными способами формования являются литьевое формование и экструзия. Возможны также ротационное формование и выдувное формование.

## Деградация
Ацетальные полимеры чувствительны к кислотному гидролизу и окислению такими агентами, как минеральные кислоты и хлор. Гомополимер POM также чувствителен к щелочной атаке и более подвержен деградации в горячей воде. Оба гомополимера и сополимера POM стабилизированы для смягчения этих типов деградации.
При сжигании высвобождается ядовитый газообразный формальдегид.

## Использование
Полиформальдегид используют в качестве заменителя металлов и сплавов в конструкциях для изготовления шестерён, вкладышей подшипников скольжения, деталей автомобилей, корпусов бытовой техники, электротехнических деталей и арматуры, а также при изготовлении медиаторов для гитар.
Полиформальдегид может также применяться для получения волокна.
Заготовки из полиформальдегида, благодаря физиологической безвредности и устойчивости к дезинфекции и стерилизации, нашли широкое применение в пищевом оборудовании и медицине. Также полиоксиметилен используется в ортопедической стоматологии в качестве материала для изготовления каркасов бюгельных протезов.